# Yoe
Yoe és una població dels Estats Units a l'estat de Pennsilvània. Segons el cens del 2000 tenia 1.022 habitants.

## Demografia
Segons el cens del 2000, Yoe tenia 1.022 habitants, 437 habitatges, i 249 famílies. La densitat de població era de 1.578,4 habitants/km².
Dels 437 habitatges en un 34,1% hi vivien nens de menys de 18 anys, en un 38,2% hi vivien parelles casades, en un 15,1% dones solteres, i en un 42,8% no eren unitats familiars. En el 31,4% dels habitatges hi vivien persones soles el 6,4% de les quals corresponia a persones de 65 anys o més que vivien soles. El nombre mitjà de persones vivint en cada habitatge era de 2,34 i el nombre mitjà de persones que vivien en cada família era de 3,04.
Per edats la població es repartia de la següent manera: un 27,7% tenia menys de 18 anys, un 10,9% entre 18 i 24, un 33,7% entre 25 i 44, un 20,5% de 45 a 60 i un 7,2% 65 anys o més.
L'edat mediana era de 31 anys. Per cada 100 dones de 18 o més anys hi havia 95,5 homes.
La renda mediana per habitatge era de 34.211$ i la renda mediana per família de 40.833$. Els homes tenien una renda mediana de 31.714$ mentre que les dones 21.976$. La renda per capita de la població era de 16.795$. Entorn del 10,3% de les famílies i l'11,7% de la població estaven per davall del llindar de pobresa.

## Poblacions més properes
El següent diagrama mostra les poblacions més properes.